# Île des Décembristes
L'Île des Décembristes (en russe : остров Декабристов, ou l'île Décabriste, connue avant 1926 sous le nom d'île Golodaï (остров Голодай - peut-être une corruption du nom du marchand britannique Halliday) est une île du district de Vassilieostrovsky à Saint-Pétersbourg, en Russie, au nord de l'île Vassilievski, séparée de celle-ci par la rivière Smolenka.

## Histoire et description
L'île, à l'origine basse et fréquemment inondée, était tout de même traditionnellement utilisée comme cimetière (voir Cimetière luthérien Smolensky). Au début de la période soviétique, le nom a été changé en Île des Décembristes pour commémorer cinq dirigeants exécutés de la révolte des décembristes, qui ont été enterrés dans une tombe anonyme à Golodaï.
En 1911, une société d'investissement britannique a lancé un projet de développement sur un terrain d'un kilomètre carré dans l'ouest de l'île de Goloday, en engageant Ivan Fomine et Fiodor Lidval pour concevoir un quartier néoclassique. Une petite partie de ce projet a été achevée avant la Première Guerre mondiale et la révolution russe de 1917. Les côtes est et nord de l'île étaient fortement industrialisées; la moitié ouest de l'île a été construite avec un gratte-ciel de l'ère Léonid Brejnev.
L'île est reliée à l'île Vassilievski (au sud) par cinq ponts automobiles, et à la minuscule île Serny au nord de celle-ci, à l'Île Petrovsky par le pont Betancourt. Elle est reliée au centre-ville par la station Primorskaïa du métro de Saint-Pétersbourg.